# Grotte de Lourdes (Heiligenkreuz, Basse-Autriche)

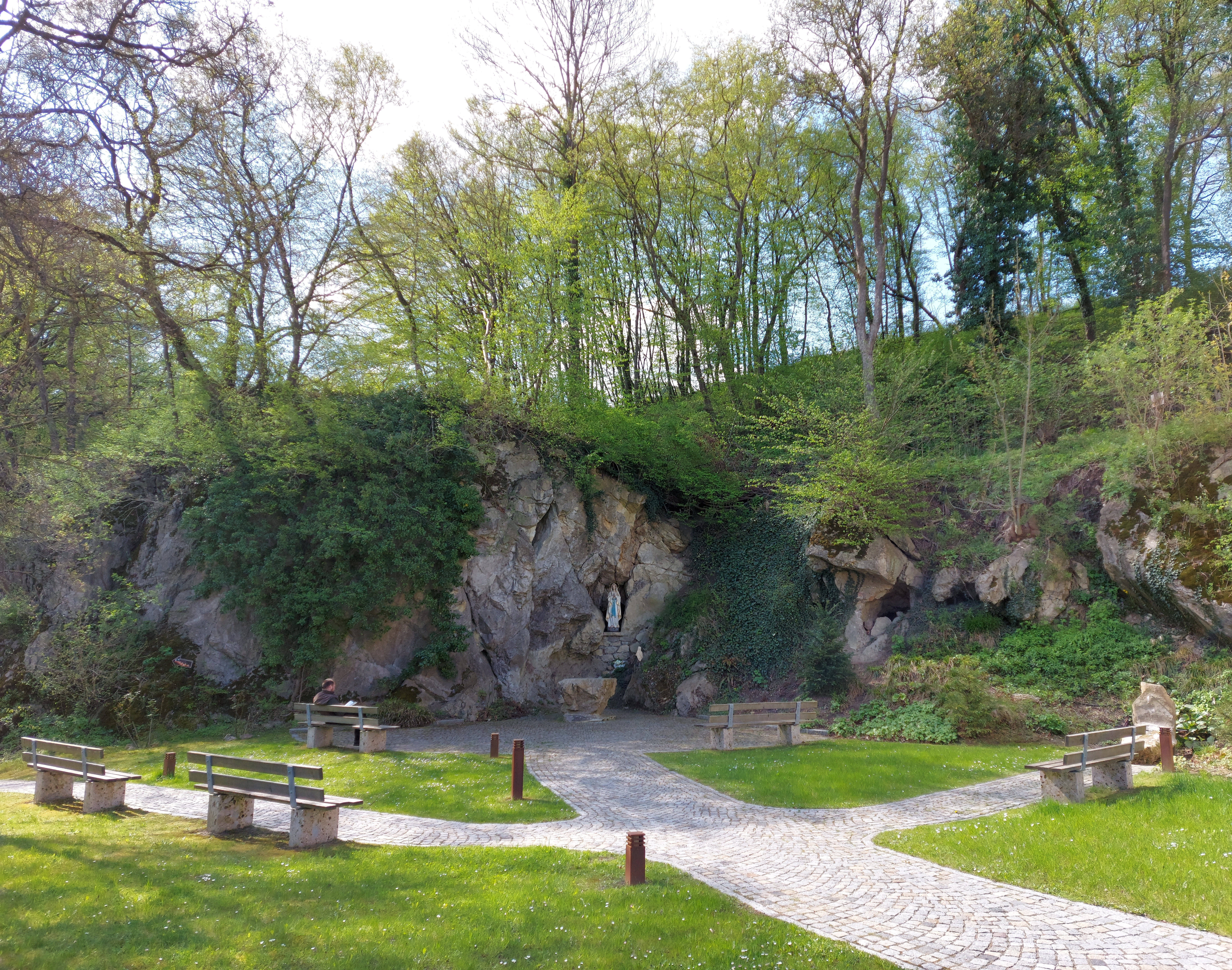
Grotte de Lourdes à Heiligenkreuz (Basse-Autriche)

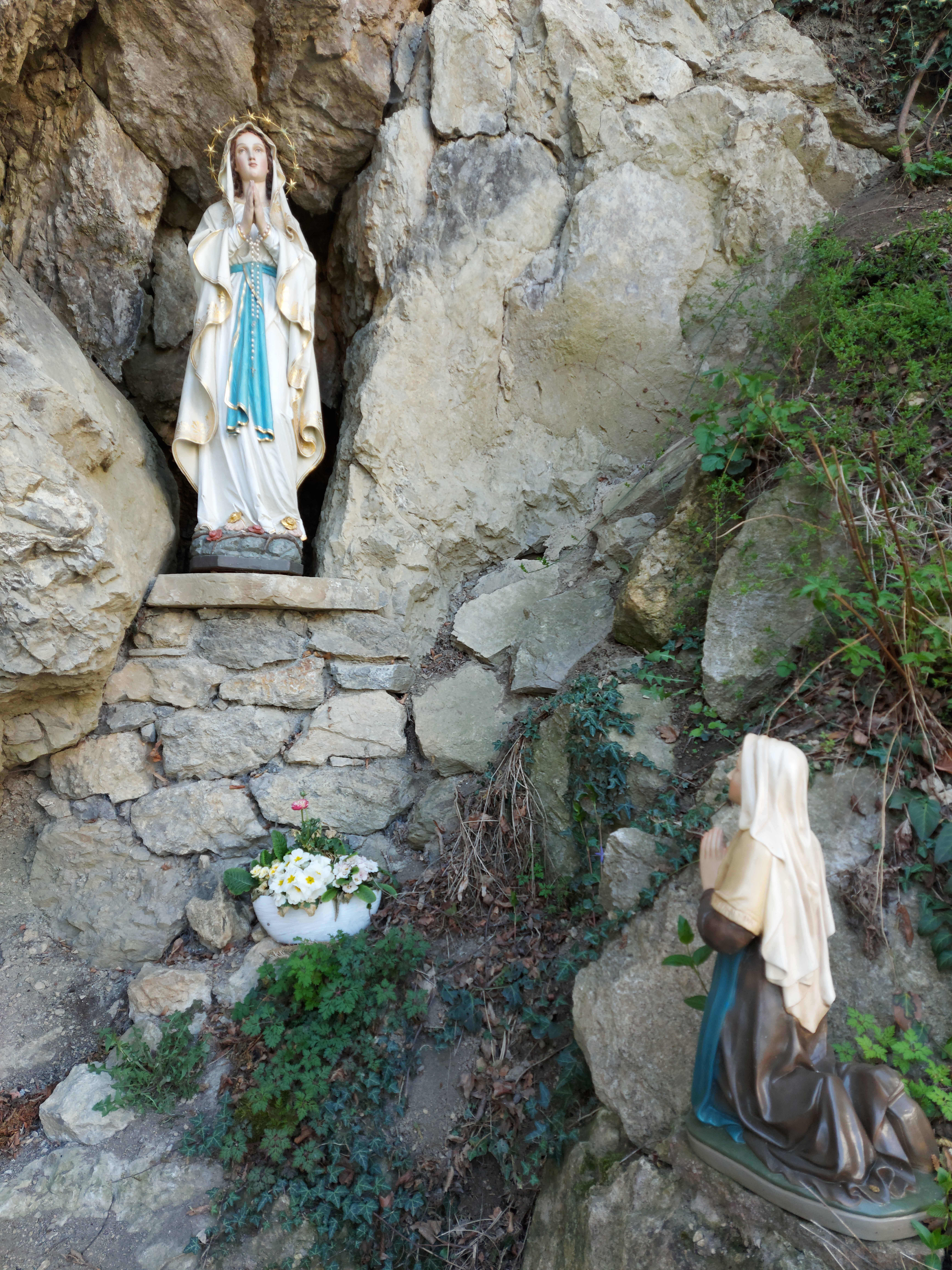
Notre-Dame de Lourdes et sainte Bernadette

La grotte de Lourdes à Heiligenkreuz, une commune du Wienerwald dans le district de Baden près de Vienne, est une réplique de la grotte de Massabielle à Lourdes créée en 2017 par l’abbaye de Heiligenkreuz comme un monument religieux en l’honneur de la Bienheureuse Vierge Marie,.

## Emplacement et histoire
Heiligenkreuz se trouve sur le chemin de pèlerinage de la Via Sacra, qui relie Vienne au sanctuaire marial national autrichien de Mariazell, et a toujours été un point d’arrêt pour de nombreux pèlerins. Les cisterciens de l’abbaye de Heiligenkreuz disent à propos de la vénération de Marie, la Mère de Dieu: „Là où Marie est adorée et priée, la foi s’enracine et devient vivante et forte. Là où Marie est aimée, l’Église est également aimée“. C’est pourquoi un lieu spécial a été aménagé dans la nature à proximité immédiate de l’abbaye d’Heiligenkreuz pour les pèlerins – la grotte de Lourdes. Cette grotte mariale a été érigée durant l’été 2017 dans une paroi rocheuse naturelle à côté du ruisseau Sattelbach, près du grenier médiéval, et a été solennellement consacrée à la veille de l’Assomption de la bienheureuse Vierge Marie (14 août) par le nonce apostolique en Autriche, l’archevêque Peter Stephan Zurbriggen.
Une statue de Notre-Dame de Lourdes datant du début du XXe siècle, offerte à l’abbaye de Heiligenkreuz, a été rénovée et placée dans une cavité naturelle de la roche, avec un autel taillé dans la même pierre et placé devant elle. Depuis août 2020, une petite statue de sainte Bernadette Soubirous, offerte par un bienfaiteur non identifié, fait également partie de la grotte de Lourdes à Heiligenkreuz: l’abbé de l’abbaye de Lilienfeld Pius Martin Maurer l’a bénie lors de la grande procession des lumières du 14 août 2020.
« Même si Marie est avec Dieu, elle veut toujours être parmi nous. Les lieux reconnus d’apparitions mariales tels que Lourdes et Fátima témoignent de la proximité et de l’amour maternels de Marie. »
— Abbé Maximilian Heim O.Cist
« Laissons-nous guider par Marie, afin que par elle nous devenions plus semblables à Jésus. Laissons-nous conduire de plus en plus par l’Immaculée où et comme elle nous veut, afin que, dans l’accomplissement de nos devoirs religieux, nous puissions rapprocher tous les hommes de son amour. »
— Maximilien Kolbe O.F.M.Conv.
« Par Marie et avec Marie, le Saint-Esprit opère le salut pour toute l’humanité. »
— Bernhard Vošicky O.Cist
« Là où se trouve Marie, il y a l’archétype du don total de soi et de l’imitation du Christ. Là où se trouve Marie, il y a le souffle pentecôtiste de l’Esprit Saint, il y a réveil religieux et renouveau authentique. »
— Pape Benoît XVI